# قائمة البعثات الدبلوماسية في الرأس الأخضر

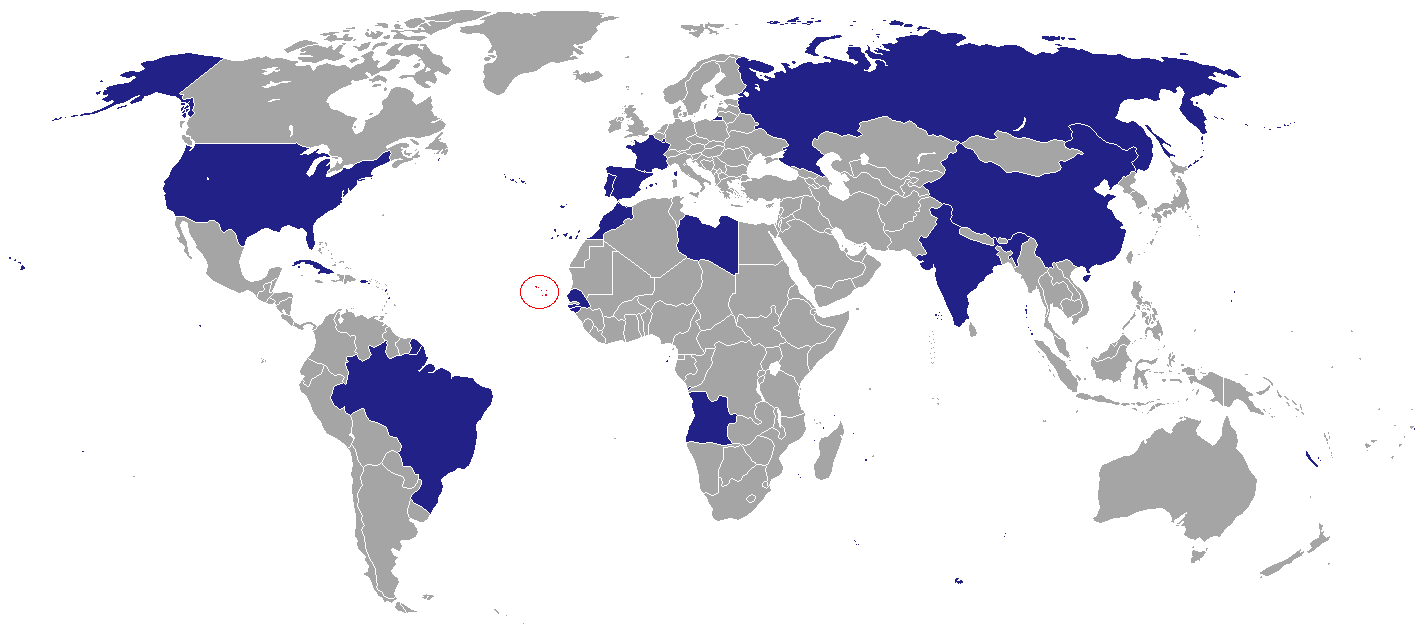
البعثات الدبلوماسية في الرأس الأخضر

هذة هي قائمة البعثات الدبلوماسية في الرأس الأخضر,حالياً تستضيف العاصمة برايا 11 سفارة.

## السفارات
برايا
| - أنغولا - البرازيل - الصين - كوبا - فرنسا - لوكسمبورغ | - البرتغال - روسيا - السنغال - إسبانيا - الولايات المتحدة |

## بعثات
- الاتحاد الأوروبي (بعثة)

## سفارات غير مقيمة
| مقيمة في داكار - بلجيكا - بوركينا فاسو - الكاميرون - كندا - مصر - إثيوبيا - ألمانيا - الكرسي الرسولي - إسرائيل - إيطاليا - اليابان - مالي - هولندا - فلسطين - رومانيا - جنوب إفريقيا - سويسرا - تركيا - المملكة المتحدة | مقيمة في لشبونة - الأرجنتين - أستراليا - النمسا - كرواتيا - قبرص - الدنمارك - فنلندا - اليونان - فرسان مالطا - النرويج - السويد | مقيمة في أماكن أخري - إندونيسيا (أبوجا) - المكسيك (نيويورك) - صربيا (نيويورك) - سلوفاكيا (أبوجا) - سلوفينيا (بروكسل) |

## وصلات خارجية
- US Department of State Background Notes on Cape Verde